# Konurat
Konurat ist ein Dorf (Köy) im Landkreis Pertek der türkischen Provinz Tunceli. Im Jahr 2011 lebten in Konurat 27 Menschen.